# Put Yourself in My Place
«Put Yourself in My Place» — песня австралийской певицы Кайли Миноуг, записанная для её пятого студийного альбома Kylie Minogue. Песня была выпущена как второй сингл с альбома 18 ноября 1994 года на лейбле Deconstruction. Песня была написана и спродюсирована Джимми Гарри. Музыкально, это поп-баллада с элементами R&B.
Песня была положительно принята большинством критиков, которые отметили переход Кайли от танцевальной музыки к R&B. Коммерчески, песня не добилась успеха, как предыдущие синглы Миноуг, появившись в чартах Австралии, Германии и Великобритании. В рамках промокампании было выпущено музыкальное видео, показывающее Миноуг, входящую в космический корабль и раздевающуюся в состоянии невесомости. Видео получило положительные обзоры от музыкальных критиков.
Песня была исполнена в большинстве туров Миноуг, в том числе Intimate and Live Tour, On a Night Like This Tour, KylieFever2002 и Showgirl: The Greatest Hits Tour. Композиция также появилась на многих компиляциях Кайли.

## О песне
«Put Yourself in My Place» был выбран вторым синглом с пятого студийного альбома Миноуг Kylie Minogue. Песня была спродюсирована и написана Джимми Гарри. Музыкально, «Put Yourself in My Place» выполнена в стиле AC-баллад. В песне Миноуг говорит о проблемах в отношениях и убеждает её возлюбленного посмотреть на вещи с её точки зрения, поместить себя на её место.
Песня была представлена на многих компиляциях Миноуг, в особенности на бюджетных компиляциях лейбла Deconstruction. «Put Yourself in My Place» была выпущена не следующих сборниках Миноуг:
- Hits+ (2000)
- Confide in Me (2002)
- Greatest Hits 87–97 (2003)
- Greatest Hits 1987–1999 (2003)
- Ultimate Kylie (2004)
- Kylie Minogue: Artist Collection (2004)
- Confide in Me: The Irresistible Kylie (2007)

## Выступления
Кайли исполняла песню во время следующих концертных туров:
- Intimate and Live Tour (акустическая версия)
- On a Night Like This Tour (акустическая версия)
- KylieFever2002 (как часть «The Crying Game» medley)
- Showgirl: The Greatest Hits Tour

Песня также была исполнена на специальном выпуске ТВ-шоу An Audience with Kylie Minogue в 2001-м году.

## Оценки критиков и публики

### Рецензии критиков
«Put Yourself in My Place» получил положительные обзоры от большинства музыкальных критиков. Джейсон Шоэн с About.com в рецензии на Ultimate Kylie особенно выделил хиты времён Deconstruction. Хантер Фэлт с PopMatters описал композицию как «трип-хоп [песня]» и сказал, что «Кайли поёт историю очень правдоподобно».

### Коммерческий успех
Песня не повторила успех лид-сингла с альбома «Confide in Me». В Британии «Put Yourself in My Place» дебютировал на 17-й строчке 26 ноября 1994, достигая своего пика № 11 на следующей неделе. В остальной Европе, сингл не появился в чартах кроме Германии, где песня достигла максимума № 87. В Австралии сингл также дебютировал с 17-й позиции 11 декабря 1994. Сингл провел одиннадцать недель в топ-50 и достиг максимума № 11, также как и в Великобритании.

## Музыкальное видео
Клип на песню был снят Киром Макфарлейном. В нём Миноуг воссоздала начальную сцену из фильма Джейн Фонды Барбарелла. В 1995 видео получило премию за «Лучшее австралийское Видео» на Австралийской музыкальной премии ARIA Music Awards.
Существуют немного отличающиеся версии музыкального видео, с различным и бо́льшим количеством сексуальных сцен, чем другие. В некоторых из них использованы также другие версии песни, например, альбомная и радио версии.

## Список композиций
Здесь представлены основные форматы релиза и треклисты сингла «Put Yourself in My Place».
CD1
1. «Put Yourself in My Place» (short radio edit) — 3:37
2. «Put Yourself in My Place» (Dan’s Quiet Storm Extended Mix) — 5:48
3. «Put Yourself in My Place» (Dan’s Quiet Storm Club Mix) — 7:03
4. «Confide in Me» (Phillip Damien Mix) — 6:25

CD2
1. «Put Yourself in My Place» (radio mix) — 4:11
2. «Put Yourself in My Place» (Driza-Bone Mix) — 4:50
3. «Put Yourself in My Place» (All-Stars Mix) — 4:54
4. «Where Is the Feeling?» (Morales Mix) — 9:55

- 12"-дюймовый сингл был выпущен в Великобритании ограниченным тиражом.

Официальные ремиксы
1. «Put Yourself in My Place» (Dan’s Old School Mix) — 4:31
2. «Put Yourself in My Place» (acoustic version) — 4:46[3]

## Чарты
| Чарт (1994)                   | Место |
| ----------------------------- | ----- |
| Australian ARIA Singles Chart | 11    |
| German Singles Chart          | 87    |
| UK Singles Chart              | 11    |

| Год  | Страна                   | Место |
| ---- | ------------------------ | ----- |
| 1994 | UK Singles Chart         | 110   |
| 1995 | Australian Singles Chart | 92    |